# Saint-Léger (Henegouwen)
Saint-Léger is een dorp in de Belgische provincie Henegouwen, en een deelgemeente van de Waalse gemeente Estaimpuis.

## Geschiedenis
Een oude vermelding van de plaats gaat terug tot de 12de eeuw als sancti Leodegarii, een parochie gewijd aan de heilige Leodegarius. Saint-Léger, net als Estaimpuis en de andere omliggende dorpen, behoorde ooit tot het Nederlandse taalgebied; het heette toen Sint-Legiers. In de loop der jaren zijn deze dorpen verfranst.
Saint-Léger was een zelfstandige gemeente, tot die bij de gemeentelijke herindeling van 1977 toegevoegd werd aan de gemeente Estaimpuis.

## Demografische ontwikkeling
- Bronnen:NIS, Opm:1831 tot en met 1970=volkstellingen

## Bezienswaardigheden
- De Sint-Leodegariuskerk (Église Saint-Léger) is een 15e-eeuwse gotische kerk, gebouwd in kalksteen. Hij is gebouwd op de fundamenten van een vroegere, 13e-eeuwse vroeggotische kerk.
- In Saint-Léger bevindt zich een van de best bewaarde Tempeliers-commanderijen van Vlaanderen. Het niet beschermde monument is opgetrokken in scheldegotiek en wordt tot op heden gebruikt als hoeve.

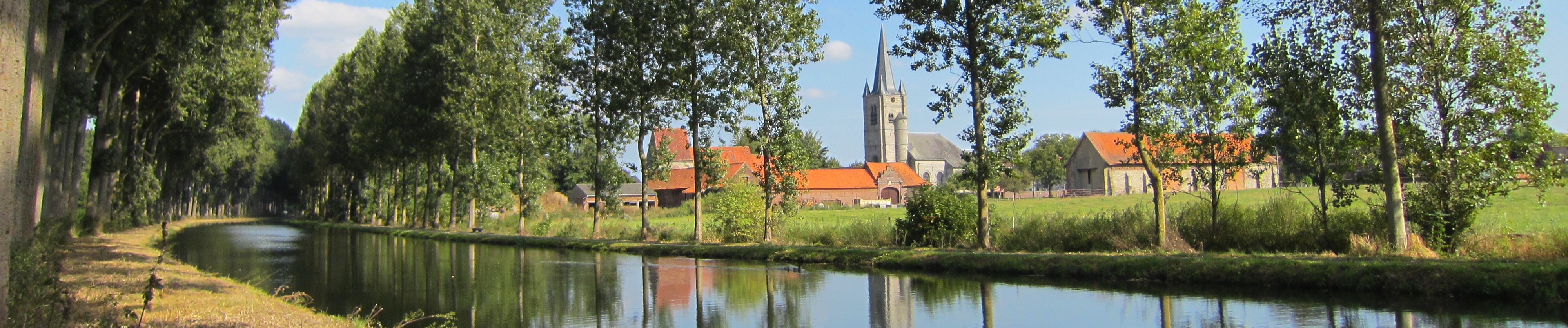
Het Spierekanaal in Saint-Leger

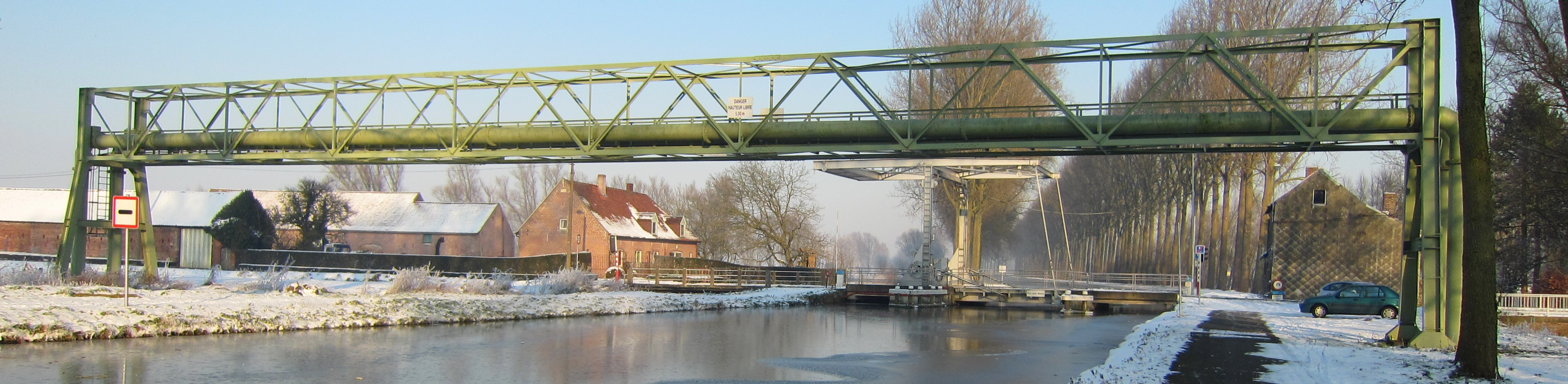
Panoramafoto van Saint-Léger

## Natuur en landschap
Saint-Léger bevindt zich aan het Spierekanaal. De hoogte bedraagt ongeveer 18 meter.

## Politiek
Saint-Léger had een eigen gemeentebestuur en burgemeester tot de fusie van 1977. De laatste burgemeester was Arsène Cossement.

## Nabijgelegen kernen
Dottignies, Évregnies, Pecq

## Voetnoten
1. ↑  Josse de Hondt, Leo Belgicus, 1611.